# Karstadt Mönckebergstraße

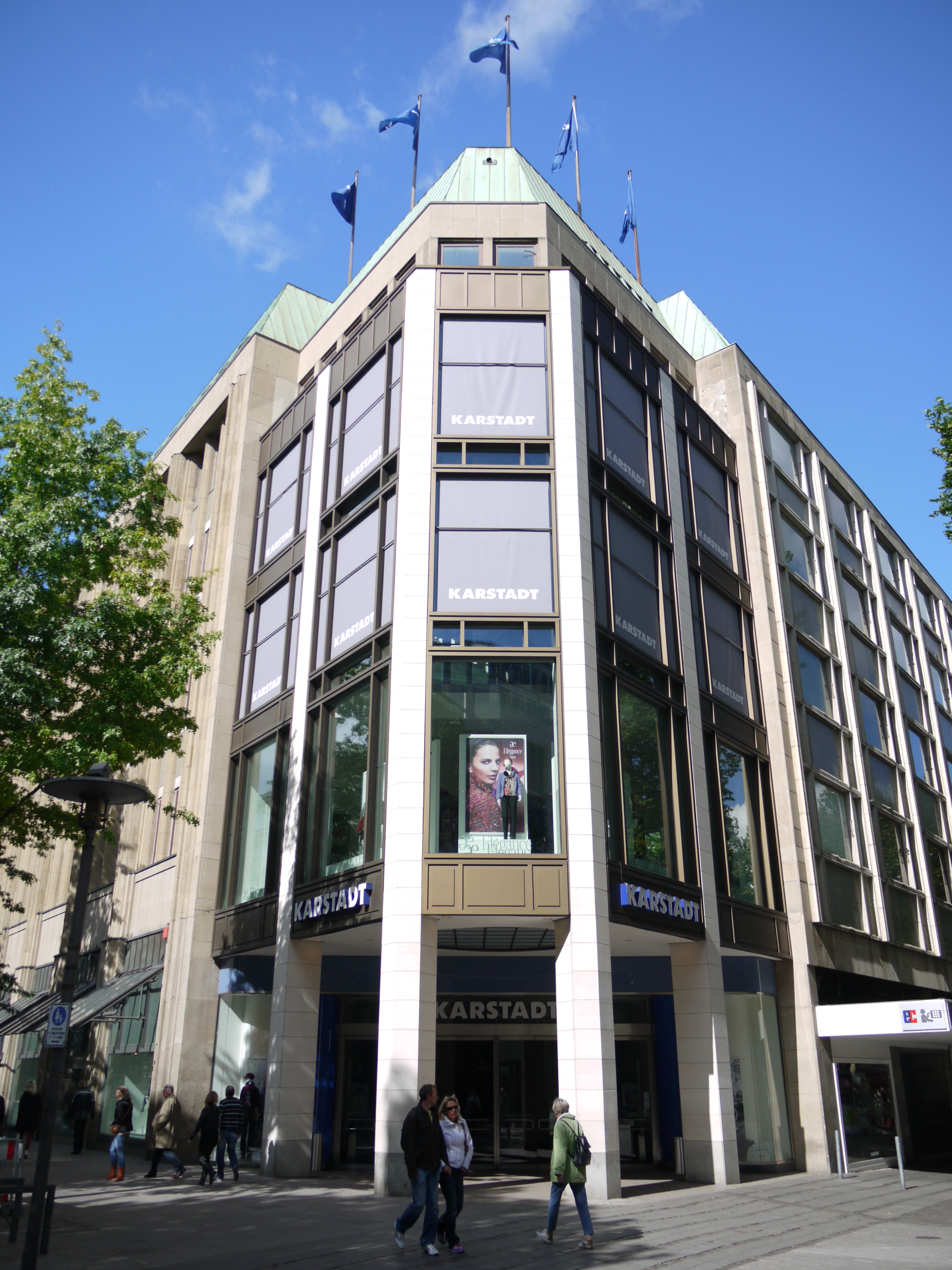
Südöstlicher Eingang zum Haupthaus, Ecke Gerhart-Hauptmann-Platz mit Neubau 1958 (rechts)

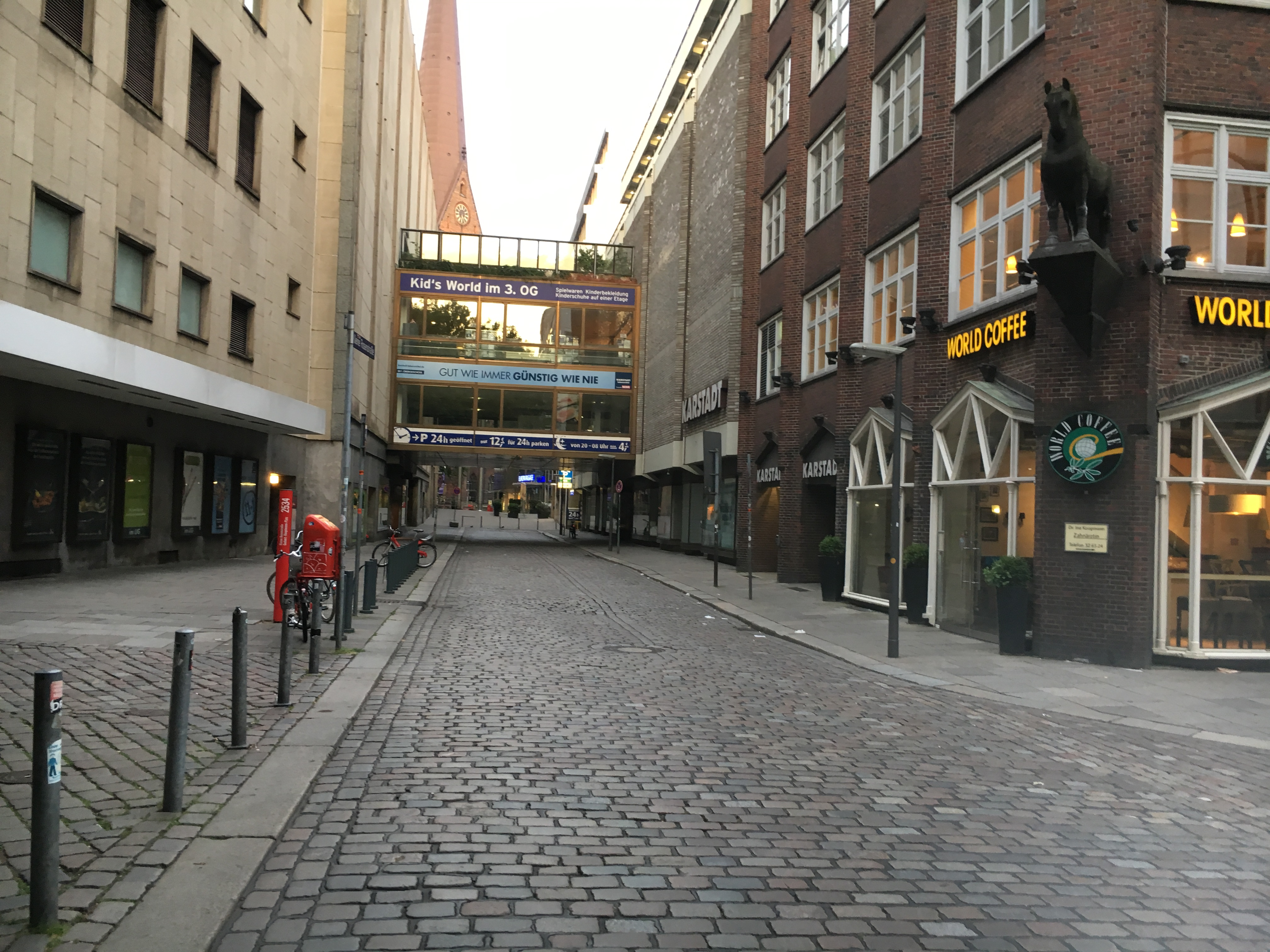
Nordseite Haupthaus (links), ehem. Thaliahaus (rechts hinten) mit Übergang; ehem. Parkhauseinfahrt rechts hinter dem Übergang. Der Thaliahof (rechts vorne) wurde nur zum geringen Teil von Karstadt genutzt.

Die Filiale von Galeria in der Hamburger Mönckebergstraße 16 ist neben dem zur The KaDeWe Group gehörenden Alsterhaus am Jungfernstieg eines der zwei großen Warenhäuser in der Hamburger Innenstadt. Die Filiale teilte sich auf das an der Mönckebergstraße gelegene größere Haupthaus und das an der Kleinen Rosenstraße gelegene kleinere Thaliahaus auf, das 1979 eröffnet, aber Ende 2022 aufgegeben wurde und ab 2023 teilabgerissen und neu bebaut wird. Die Gebäude waren über zwei Etagen mit einem Übergang verbunden.

## Geschichte
Das Haus wurde 1912 als erste in einer Großstadt gelegene Filiale des Unternehmens eröffnet. Es erstreckte sich damals nur entlang der Mönckebergstraße und mit einem Seitenflügel entlang des damaligen Pferdemarktes (heute: Gerhart-Hauptmann-Platz). Rückwärtig zur Kleinen Rosenstraße befand sich noch bis in die 1970er Jahre ein offener Innenhof für die Logistik. Bei der „Operation Gomorrha“, den schweren Luftangriffen auf Hamburg im Zweiten Weltkrieg, brannte das Gebäude im Juli 1943 aus. Nach dem stark vereinfachten Wiederaufbau wurde es am 24. November 1948 erneut eröffnet. 1957 wurden mehrere von Karstadt genutzte Häuser an der Westseite des Gerhart-Hauptmann-Platzes abgerissen, um einer ersten Erweiterung Platz zu machen. Seit 1958 steht dort der noch heute sichtbare neugebaute Teil des Karstadt-Haupthauses. Ein nächster größerer Umbau erfolgte bis Februar 1979, als das „Thaliahaus“ eröffnet wurde. 1982 wurde der heutige umfangreiche Rolltreppenbau in Betrieb genommen, der sich neben den Aufzügen befindet. Diesem Bauwerk wurde der Innenhof geopfert. Zeitgleich wurden die beiden frei in den Verkaufsräumen stehenden alten Rolltreppenanlagen zurückgebaut. Bei dieser Gelegenheit wurden die vier Aufzüge auf Selbstfahrerbetrieb umgestellt. Bis dahin wurden die Aufzüge durch eigens angestelltes Personal gefahren. Bereits im März 1979 waren die Spielwaren und Sportartikel in die neue Filiale am Hauptbahnhof ausgegliedert worden. Jene Filiale (damals „Karstadt Spiel+Sport“ genannt) beherbergte bis dahin eine Kepa-Kaufhaus-Filiale, ebenfalls aus dem Karstadt-Konzern. Das Karstadt Sporthaus wurde im Oktober 2020 aufgegeben, das Thaliahaus im Dezember 2022.
Das Gebäude wurde bis Ende 2008 einer umfangreichen Neugestaltung unterzogen und hierbei zu einem der sogenannten „Weltstadthäuser“ aufgewertet. Der Schwerpunkt des Sortiments liegt seitdem auf Bekleidung und Mode. In dieser Zeit entstand an der Ecke Mönckebergstraße/Kleine Rosenstraße auch der zweite Zugang, der hauptsächlich zur Europa Passage vermittelt. Zugleich wurde der kleine dreieckige Platz (mit U-Bahneingang) mit einem Glasdach versehen, das sich in Höhe der Gebäudedachzone befindet.

## Anfahrt

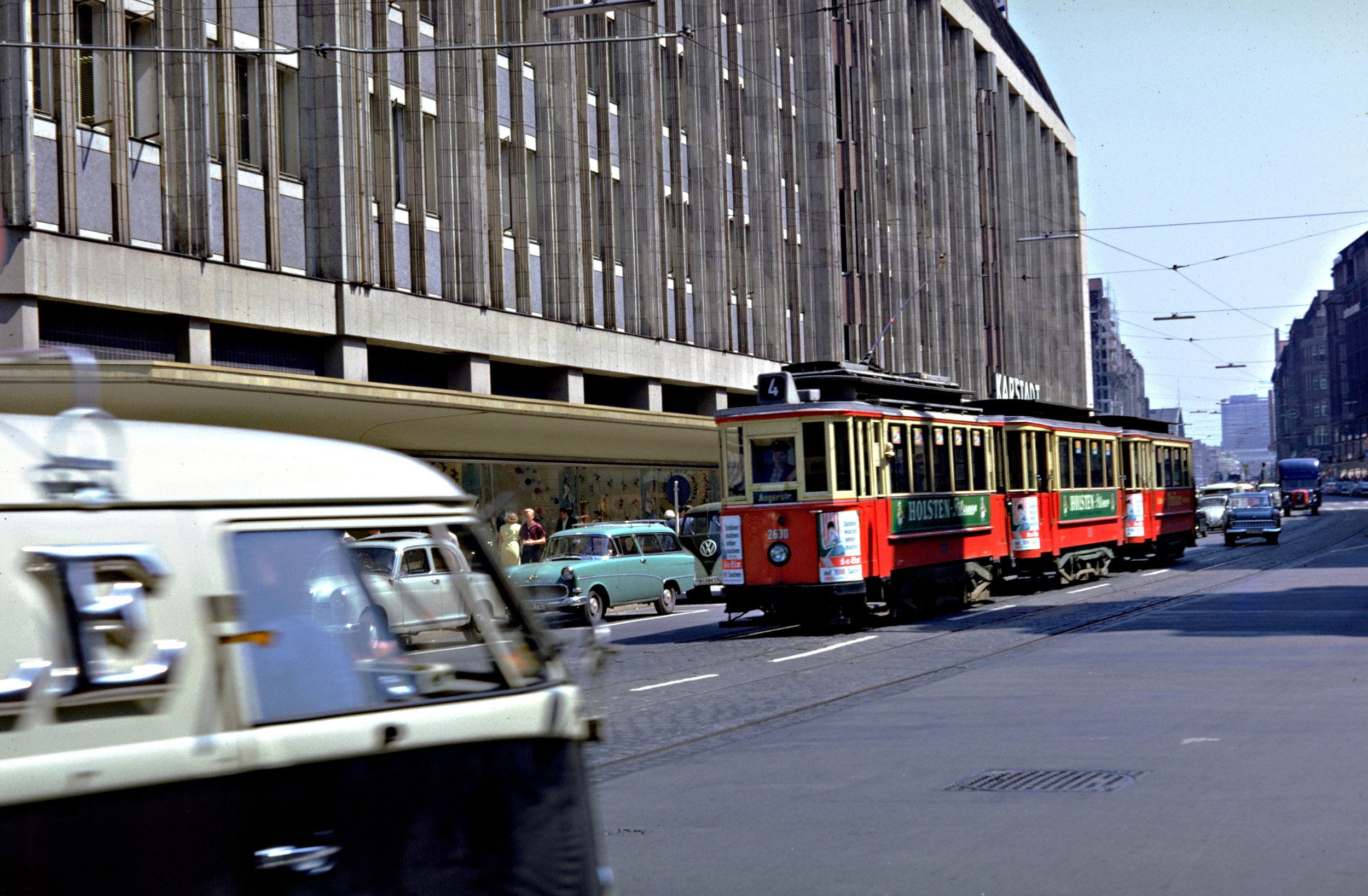
Galeria Mönckebergstraße (damals noch Karstadt) ca. 1960, noch mit der Straßenbahn erreichbar

Das Haus ist gut über den ÖPNV zu erreichen, die nächstgelegene Schnellbahnstation ist Rathaus der U-Bahn-Linie 3, die unmittelbar gegenüber dem Südeingang des Haupthauses liegt. Außerdem halten verschiedene Buslinien einschließlich mehrerer Metrobuslinien vor dem Haupteingang. Ebenfalls gut zu erreichen ist das Gebäude über die U- und S-Bahn-Station Jungfernstieg (Ausgang Alstertor).

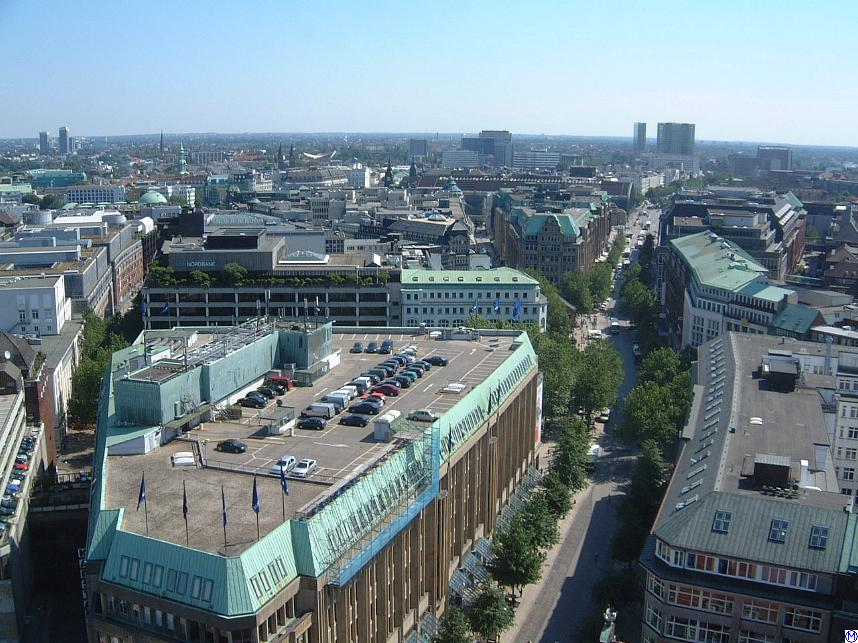
Galeria Mönckebergstraße aus der Vogelperspektive mit Dachparken (Mitarbeiter). Links die Parkdecks des Thaliahauses.

Noch bis Ende der 1970er Jahre konnte die Kundschaft auf dem Dach des Haupthauses parken. Hierzu verfügt das Gebäude noch heute über zwei Autoaufzüge, die über die Kleine Rosenstraße erreichbar sind. Nach dessen Bau konnte die Kundschaft jedoch nur noch das Parkhaus im „Thaliahaus“ benutzen, das ebenfalls 1979 in Betrieb genommen wurde. Kurios war einige Jahre die Regelung nach Geschäftsschluss, dass man einen kurzen Weg durch die (geschlossenen) Verkaufsräume des Thaliahauses zum Aufzug gehen konnte, um in das Parkhaus zu gelangen, das länger geöffnet war.
Das Parkhaus in der Kleinen Rosenstr. 8 wurde zugunsten anderweitiger Bebauung 2023 aufgegeben. Die Anfahrt erfolgte über den Ballindamm und die Straße Alstertor.